# SPORTS (東京事變專輯)
《SPORTS》（スポーツ，Sports）是東京事變的第四張專輯，由EMI Music Japan／Virgin Music於2010年2月24日發行。在跨業合作部分，歌曲「能動的三分間」及「勝戰」兩首歌更成為江崎固力果‘Watering Kiss Mint口香糖’廣告主題曲，而歌曲「閃光少女」則是日本速霸陸汽車公司‘STELLA’和‘R2’廣告主題曲。初回限定為「金幣浮雕外盒仕樣」。另外，如果在02月1日至03月31日間，到日本指定的店舖購買東京事變、椎名林檎的專輯或視頻，即可獲贈東京事變或椎名林檎精美文件夾。
在專輯銷售成績方面，本張專輯在日本Oricon銷售榜上最高位居單週第1名，名列2010年年度銷售榜第40位。在銷售認證上，專輯《SPORTS》銷售突破10萬張，在2010年2月通過日本唱片協會認定為金唱片。

## 專輯概要
《SPORTS》是東京事變第四張專輯，同時也是繼2007年9月發表《娛樂》後，睽違兩年的新專輯。本張專輯收錄了先前發行的單曲《能動的三分間》中的歌曲，但單曲中的B面歌曲並沒有被收錄。不過，先前發售的數位下載單曲《閃光少女》則有收錄至本張專輯中。本張專輯封面製作成金牌的模樣，與電影《超異能部隊》有相似之處，讓歌迷驚嘆不已。而單曲封面是「馬錶」，專輯封面則是「金牌」，讓歌迷不禁聯想，單曲和專輯似乎有種特別的關係。
而團員們為了想要將歌曲「閃光少女」的世界觀發揮到極致，他們將「運動」的概念套用至整張專輯。而當專輯名稱確定後，團員們紛紛提供樂曲，並從裡面找出運動概念強烈的歌曲，然後就開始排練。之後，再從排練過的曲目，找出「具運動概念」及「有故事性」的歌曲收錄至專輯。而延續著椎名林檎個唱的傳統，「對稱美學」又再次出現在本張專輯中。
雖然在專輯《大人》的訪問中，椎名林檎提到：「以後將會專心作詞和演唱，作曲將會交給其他成員。」因此，在上一張專輯《娛樂》中，並沒有椎名林檎創作的曲目，然而，她在這張專輯卻參與作曲的工作。對此，椎名林檎表示：「會這麼做是為了防止樂團惡化，因為她覺得她創作的詞曲好像都是以某些特定類型為主，而其他團員就會陷入這樣的迷思中，認為這是誰作的曲就得怎麼編曲，造成音樂多樣性降低，而東京事變又是一個樂團，何不多方面擴散的創作呢。」而在上一張專輯中已經達到這樣的目標，因此這次就必須以「不管創作人是誰」的心態來完成這張專輯。
因此，收錄專輯的十三首歌曲中，由主唱椎名林檎作曲的有三首；吉他手浮雲作曲的則有四首；鋼琴手伊澤一葉作曲的有五首；貝斯手龜田誠治作曲的則有一首。椎名林檎也提到因為其他團員提供的作品實在是太有運動的概念。因此，她的目標就是跟其他人不同，創作出一般的作品，像是歌曲「勝戰」就是用幾個和絃所編出來的曲目。
另外，在專輯的歌詞本中，不但作詞及作曲人皆以兩字來做為標記，每個人還用代表五大洲的顏色來標記，像是刄田綴色是黃色、龜田誠治是藍色、椎名林檎是黑色、伊澤一葉是綠色及浮雲是紅色。而歌詞列表則變成了籤表，種子是歌曲「能動的三分間」，冠軍的頭銜則叫做「競技」。
專輯《SPORTS》和日後舉辦的巡迴演唱會在體力或是精神上都有十分高的要求，因此，椎名林檎一度很擔心自己能不能做到讓演唱會觀眾及聽者接受的程度。而最後完成一系列的演出後，龜田誠治驚訝的說「原來我們可以做到這裡！」而這段過程，被團員們形容就像是爬樓梯，一階一階地跨越了那些階段。
在專輯發售時程上，專輯《SPORTS》最早於2009年12月14日在官方網路上宣布新專輯發售的消息。隔年，01月15日發表專輯封面，並宣布新專輯收錄的歌曲「勝戰」，同時也是‘江崎固力果 Watering Kiss Mint口香糖’第二波廣告主題曲，並開始接受歌迷數位下載。到了02月8日，唱片公司更一口氣將歌曲「季節再見」、「電波通信」及「最佳位置」三首歌曲接受歌迷數位下載。同日，也一併公開歌曲「勝戰」的音樂錄影帶。之後，日本於02月24日發行CD專輯，台灣則是在02月26日發售進口版，並於03月5日發行台壓版。
最後，在專輯銷售成績方面，本張專輯在發行當週以10.7萬張的銷售量在日本Oricon銷售榜上位居第1名，總計在Oriocn銷售榜上榜19週，累積銷售達17.7萬張，名列2010年年度銷售榜第40位。同時，專輯銷售突破10萬張，在2010年2月通過日本唱片協會認定為金唱片。值得賀喜的是東京事變睽違兩年的作品，不管是專輯《SPORTS》、其單曲《能動的三分間》、影音專輯及藍光專輯《Ultra C》皆在Oricon銷售榜上名列第一名，成為了名副其實的「四冠王」。

### 對稱美學
椎名林檎也不忘發揚其在個唱時期的對稱之美，再往後東京事變的作品中也會延續對稱風格。本張專輯以第七首「能動的三分間」為中心，依字數、平假名及片假名對稱。英文歌名同樣的以第七首為中心，依字數對稱。而本張專輯和椎名林檎先前發行的兩張專輯《加爾基 精液 栗子花》及《三文八卦》一樣，中心曲目（能動的三分間）是專輯的主打歌。
| 01. | 13. |
| 02. | 12. |
| 03. | 11. |
| 04. | 10. |
| 05. | 09. |
| 06. | 08. |
| 07. |     |
|     |     |

| SPORTS                                 | SPORTS                                        |
| -------------------------------------- | --------------------------------------------- |
| 01. Vivre                              | 13. Adieu                                     |
| 02. Put Your Antenna Up                | 12. Put Your Camera Down                      |
| 03. Season SAYONARA                    | 11. SWEET Spot                                |
| 04. Win Every Fight                    | 10. Ride Every Wave                           |
| 05. FOUL                               | 09. FAIR                                      |
| 06. Life Will Be Held Even If It Rains | 08. Life May Be Monotonous But The Sun Shines |
| 07. 3 min.                             |                                               |

### 獲獎紀錄
The SPACE SHOWER MUSIC VIDEO AWARDS
- BEST GROUP VIDEO－《能動的三分間》（提名）

MTV Video Music Awards Japan
- Best Group Video－《能動的三分間》（提名）

iTunes Rewind
- BEST ALBUM OF THE YEAR
- 年度專輯總銷售量第六位

### 跨業合作
- 「能動的三分間」、「勝戰」

『江崎固力果 Watering Kiss Mint口香糖』廣告主題曲
- 「閃光少女」

速霸陸汽車公司‘STELLA’和‘R2’廣告主題曲

### 先行發售單曲
- 閃光少女（2007年11月21日，數位下載單曲、視頻）
(日本) Oricon音樂視頻週銷售排行榜週銷售排行榜：#2[26]
(日本) Oricon音樂視頻2007年銷售排行榜：#47
(日本) RIAJ(手機數位下載)：金唱片[27]
(日本) RIAJ(電腦數位下載)：金唱片[28]
- 能動的三分間（2009年12月2日，單曲）
(日本) Oricon單曲週銷售排行榜：#1[29]
(日本) Oricon單曲2009年銷售排行榜：#104[30]
(日本) RIAJ(手機數位下載)：金唱片[31]
(日本) RIAJ(電腦數位下載)：金唱片[32]

## 曲目
| 曲序     | 曲目         |          | 作曲               | 备注     | 时长  |
| -------- | ------------ | -------- | ------------------ | -------- | ----- |
| 1.       | 活下去       | 椎名林檎 | 伊澤一葉           |          | 5:25  |
| 2.       | 電波通信     | 椎名林檎 | 伊澤一葉           |          | 3:24  |
| 3.       | 季節再見     | 浮雲     | 浮雲               | 浮雲作词 | 3:38  |
| 4.       | 勝戰         | 椎名林檎 | 椎名林檎           |          | 3:28  |
| 5.       | FOUL         | 浮雲     | 浮雲               | 浮雲作词 | 2:31  |
| 6.       | 雨天決行     | 椎名林檎 | 伊澤一葉           |          | 2:49  |
| 7.       | 能動的三分間 | 椎名林檎 | 椎名林檎           |          | 3:00  |
| 8.       | 絕體絕命     | 椎名林檎 | 伊澤一葉, 椎名林檎 |          | 3:06  |
| 9.       | FAIR         | 椎名林檎 | 浮雲               |          | 3:55  |
| 10.      | 衝勁         | 椎名林檎 | 椎名林檎, 伊澤一葉 |          | 3:31  |
| 11.      | 最佳位置     | 椎名林檎 | 椎名林檎, 伊澤一葉 |          | 3:49  |
| 12.      | 閃光少女     | 椎名林檎 | 龜田誠治           |          | 2:57  |
| 13.      | 到極限       | 浮雲     | 浮雲               | 浮雲作词 | 6:17  |
| 总时长： | 总时长：     | 总时长： | 总时长：           | 总时长： | 47:14 |

### 曲目介紹
1. 活下去（日語：生きる）
這首歌為伊澤一葉以前樂團的歌曲，但是原曲節奏比現在版本還要慢，一點都沒有躍動的感覺。之後，在椎名林檎「既然是東京事變要唱的，後半應該可以跳躍一下吧！」的建議下，形成現在的版本[10]。歌詞的部分，她本來想要表達「從絕望到萬里無雲」的意象，但是團員們紛紛覺得這首歌哪裡有絕望了？因此，作了很多次修改[10]。此外，原作詞人伊澤表示這首歌是21歲時的創作，歌詞內容和現今的歌詞意象「孤獨和自由」一樣，因為礙於年紀的關係無法將某些情感說出口，只好全寫在歌詞裡面抒發[10]。同時也讚嘆椎名林檎，他什麼都沒有講，但椎名林檎的歌詞卻和我想講的東西幾乎完全一樣[13]。
而椎名林檎則表示關於「活下去」和「到極限」兩首歌，希望呈現著一體兩面的「希望和絕望」，就好像是生與死、愛神與死神的循環[10]。
2. 電波通信（日語：電波通信）
椎名林檎提到這首歌他們做了很多種嘗試，但到最後還是回到了原點[10]。而椎名林檎也十分驚訝吉他手浮雲會彈這類的曲目，該不會平常都在聽這種曲目吧？但浮雲表示「我自己知道有很多種彈法，但是就是因為太普通，而不想要去彈奏。[10]」
3. 季節再見（日語：シーズンサヨナラ）
浮雲表示他心裡其實沒有快歌存在，但主題是運動，所以才寫了一首很快的歌曲。而歌詞的部分，則是歌曲編好以後才開始填詞的[10]。
4. 勝戰
5. FOUL（日語：FOUL）
6. 雨天決行（日語：雨天決行）
7. 能動的三分間 
月球漫步練習曲[12][33]。單曲封面也內藏玄機；樂曲的收錄時間和樂曲標題就是3分00秒，而樂曲的拍子是十六拍、BPM120，大約就是1小節2秒鐘，也就是說歌曲是由90個小節所組成[34]，而正就是這些束縛，讓團員們編曲時備感壓力，曾經也讓團員們沮喪的想要放棄，椎名林檎一度喪氣的表示：「算了，像這種歌，不唱也罷![12]」
8. 絕体絕命（日語：絶体絶命） 
浮雲表示這首歌是以前從來沒有彈奏過的風格，對自己來說算是種小突破[10]。
9. FAIR（日語：FAIR）
10. 衝勁
11. 最佳位置（日語：スイートスポット）
12. 閃光少女（日語：閃光少女）
原題：頭巾。創作靈感來自於冬天時看見了身穿羽絨夾克的女生，以外套的帽子來遮掩寒意，卻遮掩不住她臉上那天真無邪的表情，龜田誠治看到了這個影像以後，心想「這個孩子的未來，會遇到誰？會度過怎樣的人生呢？」這首歌的雛形也就這樣產生了[35]。
13. 到極限（日語：極まる）
浮雲表示這首歌是23歲時的創作，這首歌也充滿著孤獨、甚至是絕望，和第一首歌相同[10]。而椎名林檎則表示關於「活下去」和「到極限」兩首歌，希望呈現著一體兩面的「希望和絕望」，就好像是生與死、愛神與死神的循環[10]。

## 翻唱歌曲
- 「能動的三分間」 - UNCHAIN（日语：UNCHAIN） - 收錄於專輯『Love & Groove Delivery Vol.2』（2014年）

## 銷售排行

### Oricon 銷售榜(日本)
《SPORTS》於2010年2月24日發行。發行首週，在日本公信榜Oricon的專輯榜2010年2月第4週付的榜單中以106,831張銷售量居單週冠軍。第二週則以銷售量2.9萬張位居第三位，同週冠軍為男歌手清水翔太的專輯《Journey (清水翔太專輯)》，第二名則是樂團Remioromen的專輯《花鳥風月》。總計《SPORTS》總共在日本公信榜Oricon的專輯榜上榜19週，累積銷售達17.7萬張。同時在2010年年銷售榜中，《SPORTS》以17.7萬張銷售量居全年第40名。
| 發行日期                    | 排行榜       | 最高排名 | 第一週銷售量 | 總銷售量 | 連續上榜次數 |
| --------------------------- | ------------ | -------- | ------------ | -------- | ------------ |
| 2010年2月24日 SPORTS (競技) | 週銷售排行榜 | #1       | 106,831      | 176,780  | 19週         |
| 2010年2月24日 SPORTS (競技) | 月銷售排行榜 | #5       | 106,831      | 176,780  | 19週         |
| 2010年2月24日 SPORTS (競技) | 年銷售排行榜 | #40      | 176,780      | 176,780  | 19週         |

### 其他銷售榜
| 排行榜名稱                                | 最高排名 |
| ----------------------------------------- | -------- |
| (日本) Soundscan：CD Album Top 20         | #1       |
| (日本) J-WAVE：Tokio Hot 100(勝戰) (年榜) | #57      |
| (日本) 告示牌百強專輯榜                   | #1       |
| (日本) 告示牌百強專輯銷售榜 (年榜)        | #40      |
| (台灣) G-Music：東洋榜                    | #9       |
| (台灣) 五大唱片：日韓榜                   | #6       |

### 銷售認證
| 認證單位              | 銷量             |
| --------------------- | ---------------- |
| (日本) RIAJ：專輯銷售 | 金唱片 (100,000) |

## 發行歷史
| 國家 | 發行日期      | 發行形式       | 唱片公司                      | 商品編號   |
| ---- | ------------- | -------------- | ----------------------------- | ---------- |
| 日本 | 2010年2月24日 | CD             | EMI Music Japan／Virgin Music | TOCT-26940 |
| 台灣 | 2010年2月26日 | CD(進口初回盤) | EMI Music Japan／Virgin Music | TOCT-26940 |
| 台灣 | 2010年3月5日  | CD(台壓盤)     | 金牌大風                      | I5171      |

## 宣傳行程
| 類型   | 日期       | 名稱                                                 |
| ------ | ---------- | ---------------------------------------------------- |
| 演唱會 |            | 東京事變 live tour 2010 Ultra C                      |
| 報紙   | 2010/03/04 | 【讀賣新聞】夕刊預定 interview                       |
| 報紙   | 2010/03/05 | 【朝日新聞】夕刊預定 interview                       |
| 雜誌   | 2010/01/30 | 【rockin'on JAPAN】表紙＋特集                        |
| 雜誌   | 2010/02/06 | 【InRed】椎名林檎 表紙＋特集                         |
| 雜誌   | 2010/02/13 | 【Guitar Magazine】東京事變・浮雲特集                |
| 雜誌   | 2010/02/15 | 【MUSICA】表紙＋特集                                 |
| 雜誌   | 2010/02/19 | 【Bass Magazine】龜田誠治 表紙＋特集                 |
| 雜誌   | 2010/02/20 | 【SWITCH】表紙＋特集                                 |
| 雜誌   | 2010/02/23 | 【spring】椎名林檎 表紙＋特集                        |
| 雜誌   | 2010/02/27 | 【rockin'on JAPAN】專輯全曲製作                      |
| 雜誌   | 2010/03/10 | 【Keyboard Magazine】東京事變・伊澤一葉特集          |
| 唱片行 | 2010/02/20 | 【TOWER RECORDS】TOWER                               |
| 唱片行 | 2010/02/20 | 【HMV】the music & movie master                      |
| 唱片行 | 2010/02/25 | 【NO MUSIC,NO LIFE?】bounce                          |
| 網站   | 2010/02/19 | 【YAHOO! MUSIC】POWER PUSH 特集                      |
| 電視   | 2010/02    | 【MTV】2010年2月｢Artist Of Month｣                    |
| 電視   | 2010/02/11 | 【WOWOW】東京事變 OSCA                               |
| 電視   | 2010/02/15 | 【MTV】MTV Comp.(音樂錄影帶特集)                     |
| 電視   | 2010/02/16 | 【SPACE SHOWER TV】ZOOM(音樂錄影帶特集)              |
| 電視   | 2010/02/19 | 【朝日電視台】MUSIC STATION                          |
| 電視   | 2010/02/20 | 【MUSIC ON!TV】東京事變(音樂錄影帶特集)              |
| 電視   | 2010/02/21 | 【VMC】VMC SPECIAL/東京事變(音樂錄影帶特集)          |
| 電視   | 2010/02/24 | 【富士電視台】魁！音樂番付 Eight                     |
| 電視   | 2010/02/27 | 【東京電視台】東京事變SPECIAL                        |
| 電視   | 2010/02/27 | 【朝日電視台】JAPAN COUNTDOWN                        |
| 電視   | 2010/02/28 | 【NHK】MUSIC JAPAN                                   |
| 電視   | 2010/03/25 | 【WOWOW】東京事變 特集                               |
| 廣播   | 2010/02/21 | 【J-WAVE】TOKIO HOT 100                              |
| 廣播   | 2010/02/23 | 【NHK-FM】MUSIC LINE                                 |
| 廣播   | 2010/02/28 | 【TOKYO FM & JFN全國38局】ASAHI SUPER DRY MUSIC FLAG |

## 連結
- 《SPORTS》台灣特設網站

## 脚注